# Artabotrys petelotii
Artabotrys petelotii är en kirimojaväxtart som beskrevs av Elmer Drew Merrill. Artabotrys petelotii ingår i släktet Artabotrys och familjen kirimojaväxter. Inga underarter finns listade i Catalogue of Life.